# Sphaeradenia cuatrecasana
Sphaeradenia cuatrecasana är en enhjärtbladig växtart som beskrevs av Gunnar Wilhelm Harling. Sphaeradenia cuatrecasana ingår i släktet Sphaeradenia och familjen Cyclanthaceae.
Artens utbredningsområde är Colombia. Inga underarter finns listade.